# Paul von der Nahmer

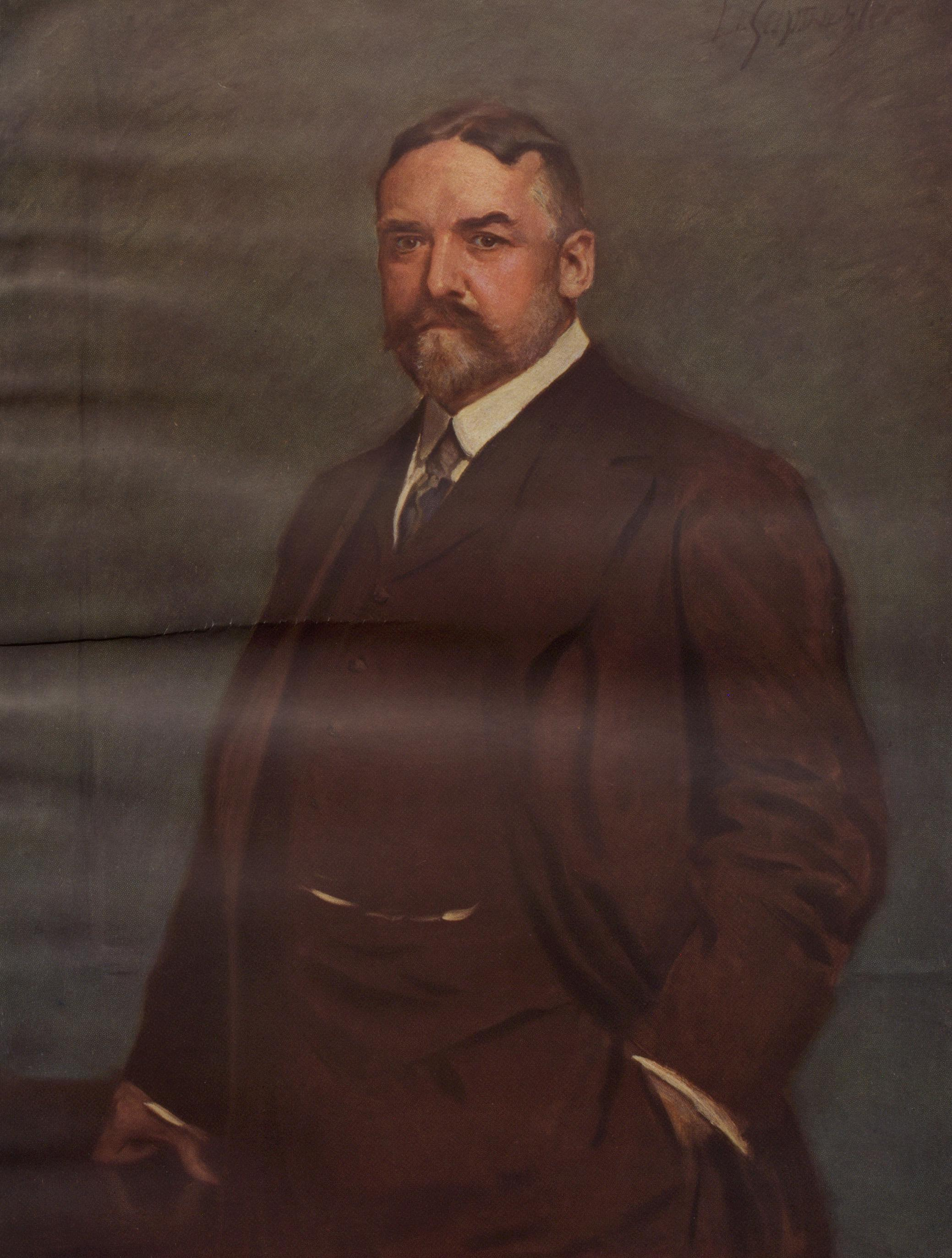
Paul von Nahmer, Gemälde von Leopold Schmutzler

Paul von der Nahmer (* 25. Mai 1858 in Rheydt; † 15. April 1921) war ein deutscher Manager. Von 1904 bis 1921 war er Generaldirektor der Allianz-Versicherung in Berlin.

## Leben
Paul von der Nahmer war der Sohn des Rheydter Arztes Wilhelm (* 1822) und seiner Ehefrau Natalie von der Nahmer (* 1836). Er hatte drei Geschwister, darunter der Autor Ernst von der Nahmer. Sein Onkel war Carl von Thieme.
Nahmer war ursprünglich als Bankkaufmann bei der Deutschen Bank angestellt. 1894 wurde er Vorstandsmitglied der Allianz-Versicherung in Berlin und war von 1904 bis 1921 ihr Generaldirektor (Vorstandsvorsitzender). Unter ihm hatte das Unternehmen aus dem weitverzweigten Auslandsgeschäft große Reserven in US-Dollar, Pfund, Schweizer Franken und Gulden angesammelt. Er war ebenfalls im Vorstand der Münchener Rück und eröffnete die Pariser Filiale in der rue Vivienne.